# Regne d'Egbado
El regne d'Egbado fou un estat històric de Nigèria, al país ioruba, format pel clan Egbado, un subgrup dels iorubes avui dia anomenat Yewa, que habitava l'àrea oriental del districte Ogun West Senatorial a l'estat d'Ogun Estat, al sud-oest de Nigèria. El 1995 el clan Egbado va canviar el seu nom a Yewa. El clan ocupa avui dia quatre àrees de govern locals (LGA): Yewa-South, Yewa-North, Imeko-Afon i Ipokiawhile, mentre que la LGA d'Ado-Odo/Ota forma el 5è Awori del districte senatorial.

## Història
Els egbados sembla que van emigrar a la seva àrea actual possiblement des de Ketu, des d'Ile-Ife, o des d'Oyo, a l'inici del segle xviii. Les ciutats dels Egbado de major importància són Ilaro, Ayetoro, Imeko, Ipokia i Igbogila, i van ser establertes al segle xviii per aprofitar les rutes comercials dels esclaus de l'interior de l'Imperi d'Oyo fins a la costa a Porto-Novo. Altres ciutats foren Ilobi i Ijanna, que eren estratègiques per protegir els flancs de les rutes dels esclaus. Els egbados van estar sotmesos al regne d'Oyo el qual els va governar a través del Onisare d' Ijanna. El Oyo era incapaç de desplegar la seva força de cavalleria per protegir les rutes, a causa de la mosca tsetse i de farratge pels cavalls i així va haver de deixar-ho en mans dels egbados que dirigien les rutes. Els historiadors Akinjogbin, Morton-Williams i Smith estant tots d'acord que al començament del segle xviii aquesta ruta a la costa estava fortament compromesa en el comerç d'esclaus, i que els esclaus eren el puntal de l'economia d'Oyo.
El egbados més tard (vers 1820) van aconseguir una independència fràgil després de la caiguda de l'Imperi d'Oyo el 1817, però foren objecte d'atacs freqüents d'altres grups com els fongs de Dahomey que caçaven esclaus (els quals van agafar, entre d'altres a la Princesa Sara Forbes Bonetta que després fou alliberada pels britànics i es va casar amb un ric ioruba de Lagos i va arribar a ser fillola de la reina Victòria), i diverses tribus que desitjaven obrir les seves pròpies rutes de comerç d'esclaus de l'interior cap a la mar. Les ciutats d'Ilaro i Ijanna havien estat destruïdes pels anys 1830. Pels anys 1840 els egbados havien caigut sota el control del veí grup egba, que va utilitzar el territori dels egbados per forjar rutes cap a Badagry i el port de Lagos. Pels anys 1860 els egbes va abandonar la ruta perquè els britànic utilitzaven activament la seva formidable armada naval en el seu intent d'abolir el comerç d'esclaus. Consegüentment el 1867 els egbes va expulsar els missioners britànics i als comerciants operant a l'àrea.
El 1890 Egbado va demanar el protectorat britànic i va aconseguir una petita guarnició militar esdevenint independent dels eges (Abeokuta). L'àrea va esdevenir part de la Colònia i Protectorat de Nigèria del Sud el 1906 i de la Colònia i Protectorat de Nigèria el 1914, quan es va formar la Divisió d'Egbado dins de la província d'Abeokuta. La seu administrativa fou més tard transferit fora, després que la creació del nou estat d'Ogun va absorbir la vella província d'Abeokuta.

## Els moderns Egbado/Yewa
El 1995 els egbados van escollir rebatejar el clan com "Yewa", del nom del riu Yewa que passa a través de l'àrea que habiten. Són principalment agricultors, però hi ha algun artesà i processaments tèxtils. Viuen principalment a les àrees d' Ado-Odo/Ota, Ipokia, Yewa-South, Yewa-North, Imeko Afon, i part d'Abeokuta-North. Hi ha queixes que la política nigeriana ha causat un deixament de l'àrea en termes d'inversió.